# 內夫塔利·費利茲
內夫塔利·費利茲（英語：Neftali Feliz Antonio，1988年5月2日—）出生於多明尼加共和國的阿蘇阿（Azua），曾為美國職棒大聯盟德州遊騎兵的終結者。在2010年，他拿下40次救援成功，成為大聯盟新人球季裡拿下最多救援成功之投手面對打者時他能投出很好的快速球，球速保持在90mph以上，有時還能達到100mph。

## 早期生活
費利茲出生於多明尼加共和國，在2005年的時候，以自由球員身份和亞特蘭大勇士簽下合約，並於2007年7月31日的時候，他和賈羅德·薩爾塔拉馬基亞等4名球員被交易到德州遊騎兵，而勇士獲得了馬克·塔克薛拉。

## 大聯盟生涯

### 德州遊騎兵
2009年8月2日，費利茲被球隊升上大聯盟。8月3日是他的大聯盟初登板，主投2局送出4次三振，沒有失分。在2009年球季結束以後，他總計出賽20場的比賽，投31局送出39次的三振，1勝及1.74的防禦率。
2010年，球隊原終結者Frank Francisco在拿下2次救援成功以後，被費利茲取代終結者的位置。7月4日，費利茲入選參加生涯第一次的全明星賽，其他獲選的遊騎兵球員還包括弗拉迪米爾·葛雷諾、喬許·漢米爾頓、伊恩·金斯勒、Elvis Andrus及克里夫·李，不過他並沒有上場投球。9月25日，費利茲拿下今年的第38次救援成功，打破大聯盟新人球季裡拿下最多救援成功的紀錄，上一個紀錄保持者是西雅圖水手的佐佐木主浩於2000年所保持的紀錄（37次救援成功）。球季結束以後，他總計拿下40次的救援成功。2010年費利茲每9局可以送出8.57次的三振；每9局只被擊出5.85次的安打，平均3.94次的三振才會投出1個保送。
在2010年美國聯盟冠軍賽的第6場比賽，由費利茲拿下最後的3個出局數，幫助遊騎兵拿下隊史第1個聯盟冠軍和順利晉級2010年世界大賽。世界大賽的第3場比賽，他拿下最後3個出局數，順利拿下救援成功，這是大聯盟歷史上於季後賽第5位拿下救援成功的年輕投手。
2010年11月15日，費利茲擊敗底特律老虎的奧斯丁·傑克森和明尼蘇達雙城的三壘手Danny Valencia，獲得了美國聯盟年度最佳新人獎，這也是遊騎兵1974年的Mike Hargrove之後，球隊再次有人獲獎。

## 詳細成績
|          |          |    |   |   |   |   |   |   |    |    |       |     |       |    |   |    |   |   |     |   |   |    |    |      | WHIP |
| -------- | -------- | -- | - | - | - | - | - | - | -- | -- | ----- | --- | ----- | -- | - | -- | - | - | --- | - | - | -- | -- | ---- | ---- |
| 2009     | 遊騎兵   | 20 | 0 | 0 | 0 | 0 | 1 | 0 | 2  | 9  | 1.000 | 117 | 31.0  | 13 | 2 | 8  | 0 | 3 | 39  | 0 | 0 | 6  | 6  | 1.74 | 0.68 |
| 2010     | 遊騎兵   | 70 | 0 | 0 | 0 | 0 | 4 | 3 | 40 | 3  | .571  | 269 | 69.1  | 43 | 5 | 18 | 1 | 5 | 71  | 5 | 0 | 21 | 21 | 2.73 | 0.88 |
| 通算:1年 | 通算:1年 | 90 | 0 | 0 | 0 | 0 | 5 | 3 | 42 | 12 | .625  | 386 | 100.1 | 56 | 7 | 26 | 1 | 8 | 110 | 5 | 0 | 27 | 27 | 2.42 | 0.82 |

- 2010年度球季結束時
- 各年度的粗字為該聯盟最高

## 外部連結
- 球員資訊和成績在MLB ，ESPN ，Retrosheet ，Baseball Reference ，Baseball Reference (Minors) ，Fangraphs ，The Baseball Cube （英文）
- MILB.com Profile （页面存档备份，存于）